# Джеймс, Марлон (футболист)
Марлон Джеймс (англ. Marlon James; 16 ноября 1976, Кингстаун, Сент-Винсент и Гренадины) — футболист, выступавший за сборную Сент-Винсента и Гренадин.

## Биография

### Клубная карьера
Играть в футбол начинал в местных командах, несколько лет выступал за «Ют Олимпианс», «Комбайнд Старс» и «Хоуп Интернешнл».
В 2000 году находился в расположении ирландского клуба «Брей Уондерерс», за который сыграл в нескольких предсезонных товарищеских матчах, однако в чемпионате Ирландии на поле не выходил. Затем отправился в португальский клуб «Тирсенси», с которым выступал в четвёртом по значимости дивизионе страны, сыграл 33 матча в лиге и забил 24 гола, а также провёл один в матч Кубке Португалии. В 2002 году вернулся на Сент-Винсент и Гренадины.
В 2004 году Джеймс подписал контракт с клубом второй лиги Малайзии «Селангор МК Ленд», в котором провёл два года. В 2006 году перешёл в клуб высшей лиги «Кедах», где также провёл два сезона и дважды сделал с клубом требл: выиграл чемпионат и два национальных кубка. Также в сезоне 2007/08 стал лучшим бомбардиром Суперлиги, забив 23 гола.
В 2009 и 2010 годах выступал за «Ванкувер Уайткэпс» во второй по значимости лиге американского футбола. В 2012 году вновь отправился в Малайзию, где стал игроком клуба второй лиги АТМ. Выиграв лигу, перешёл с клубом в высший дивизион, где в 2013 году стал лучшим бомбардиром с 16 голами. Завершил карьеру в 2014 году.

### Карьера в сборной
Выступал за сборную Сент-Винсента и Гренадин с 1995 по 2008 год, провёл за команду 55 матчей и забил 12 голов. Был капитаном сборной.
В 1996 году Сент-Винсент и Гренадины впервые в своей истории участвовали в Золотом кубке КОНКАКАФ. На турнире Джеймс принял участие в обоих матчах группового этапа против сборной Мексики (0:5) и сборной Гватемалы (0:3).

## Достижения

### Командные
«Кедах»
- Чемпион Малайзии (2): 2006/07, 2007/08
- Обладатель Кубка Малайзии (2): 2007, 2008
- Обладатель Кубка Футбольной ассоциации (2): 2007, 2008

АТМ
- Победитель Премьер-лиги Малайзии: 2012
- Финалист Кубка Малайзии: 2012

### Личные
- Лучший бомбардир чемпионата Малайзии: 2007/08 (23 гола), 2013 (16 голов)
- Самый ценный иностранный игрок чемпионата Малайзии: 2006/07, 2007/08

## Личная жизнь
Родился в столице Сент-Винсента и Гренадин Кингстауне, но вырос в городке Гамильтон на острове Бекия, где жила его семья. Родителей зовут Клаудия Джеймс и Уилфред Харри. У него двое родных братьев и шесть сестёр, а также двое сводных братьев и сводная сестра. Женат, супругу зовут Эльта. У пары есть дочь Малайя.  
Прежде чем начать профессиональную футбольную карьеру, занимался лёгкой атлетикой, был спринтером. 
В 1997 году окончил Bequia Anglican High School.
Будучи футболистом, в свободное время тренировал молодых футболистов в юношеской спортивной академии Бекии. Также на безвозмездной основе участвовал в спортивных программах своей бывшей школы. 
Интересуется различными видами спорта, является поклонником итальянского клуба «Ювентус» и сборной Италии. Также поддерживает бейсбольный клуб «Нью-Йорк Янкис», баскетбольный «Нью-Йорк Никс» и сборную Вест-Индии по крикету. Любит рыбалку, слушает музыку в стиле регги.